# راکوویتسا (چایتینا)
راکوویتسا (به صربی: Rakovica) یک منطقهٔ مسکونی در صربستان است که در چایتینا واقع شده‌است. راکوویتسا ۱۶٫۲۰ کیلومتر مربع مساحت و ۶۰ نفر جمعیت دارد و ۱٬۰۵۶ متر بالاتر از سطح دریا واقع شده‌است.